# Mohamed Jachuch
Mohamed Jachuch (8 de octubre de 1978) es un deportista argelino que compitió en judo. Ganó una medalla de oro en el Campeonato Africano de Judo de 2005 en la categoría de –73 kg.

## Palmarés internacional
| Campeonato Africano | Campeonato Africano          | Campeonato Africano | Campeonato Africano |
| Año                 | Lugar                        | Medalla             | Categoría           |
| ------------------- | ---------------------------- | ------------------- | ------------------- |
| 2005                | Puerto Elizabeth (Sudáfrica) | Medalla de oro      | –73 kg              |